# Kamal Jumblatt
Kamal Jumblatt, em árabe: كمال جنبلاط (Moukhtara, Shouf, 6 de dezembro de 1917 — Baakline, Shouf, 16 de março de 1977) foi um importante político libanês. Fundador do Movimento Nacional Libanês (MNL), ele foi o principal líder das forças antigovernamentais na Guerra Civil Libanesa até seu assassinato em 1977. Ele é pai do atual líder druso libanês Walid Jumblatt.